# Grolsch Puur Weizen
Grolsch Puur Weizen is een Nederlands weizenbier van hoge gisting.
Het bier wordt sinds 2005 gebrouwen bij Grolsch in Enschede. Het is een lichtgeel bier met een alcoholpercentage van 5,5%.